# Family park (Алма-Ата)
Family Park (рус. Семейный парк) — парк культуры и отдыха, расположенный в городе Алма-Ата, в Ауэзовском районе. Вход в парк находится на проспекте Абая, рядом со станцией метро «Сарыарка», а выход — на улице Улугбека. Он расположен в микрорайонах, на пересечении проспектов Алтынсарина и Абая.
Family Park является одним из крупнейших и посещаемых парков развлечений в Алма-Ате.

## История парка

### Основание
Family Park был основан в 1990-х годах на территории бывшего «Парка имени 50-летия Октября», который существовал в советское время. Ранее в советское время, в центре парка стоял списанный советский самолет Ил-86 с трапом.

### Парк во время пандемии
21 марта 2020 года в связи с началом пандемии COVID-19 все парки в Алма-Ате, включая Family Park, были временно закрыты для посещения. Эта мера была принята в рамках общегородских ограничений, направленных на предотвращение распространения инфекции.

## Архитектура и особенности парка

### Вход в парк
Парк оснащён входом с крепостью и надписью «Family Park». В 2018 году вход был временно закрыт из-за строительства станции метро «Сарыарка». В этот период вход был временно организован через парковку. Вход в парк был вновь открыт после завершения строительства станции метро «Сарыарка», которая начала работу с 30 мая 2022 года.

### Памятники
В Сквере Сары-Арка, расположены памятники известным советским личностям. Среди них можно выделить памятники Ленину, Калинину, Борцам Октябрьской революции, Максиму Горькому, Фурманову, П.М Виноградову. Также в этот парк свозят памятники и фигуры, которые становятся менее актуальными для других городских территорий.

## Развлекательные места и мероприятия

### Аттракционы
Парк предлагает около 30 разнообразных аттракционов с возрастными ограничениями. Среди них можно выделить пару аттракционов:
Ромашка — аттракцион, представляющий собой качели в виде лепестков ромашки. Рекомендуется для детей от 5 лет.
Цепочка — классический аттракцион, в котором пассажиры поднимаются и опускаются, сидя на качелях. Похож на Ромашку, но отличается большей высотой и интенсивностью. Рекомендуемый возраст: от 6 лет.
Американские горки — экстремальные горки для любителей острых ощущений. Рекомендуемый возраст: от 8 лет.
Детский городок — несколько детских площадок с разнообразными аттракционами, предназначенные для детей от 2 до 9 лет.
Лабиринт — специальная зона с испытаниями для детей от 4 до 9 лет.
Колесо обозрения — одна из достопримечательностей парка с видом на город. Рекомендуется для детей от 6 лет с сопровождениями взрослых.
Гриб — детский аттракцион для детей от 3 до 6 лет.
Сюрприз — классический аттракцион, представляющий собой вращающееся колесо, где пассажиры стоят вдоль стенки. Центробежная сила прижимает людей к стенке при высокой скорости. Рекомендуемый возраст: от 10 лет.
Боулинг — классический боулинг, расположенный у выхода из парка, где часто играют как дети, так и взрослые.

### Развлекательные зоны и места отдыха
Уютные места — кроме аттракционов парк предлагает множество уютных мест для отдыха и прогулок. Здесь можно найти зелёные аллеи, лавочки, открытые пространства, места для настольных игр и тихие уголки для отдыха в тени деревьев, где гости могут наслаждаться природой. В верхней части парка расположена экспозиция военной техники, включая танки, бронетранспортёры, самолёты и вертолёты по которым часто играют дети.
Сцена — в парке имеется небольшая открытая сцена, на которой периодически проводятся концерты, музыкальные выступления и другие мероприятия. Эти события привлекают местных жителей. В ней часто проводятся фестивали и концерты в честь государственных праздников.
Аквапарк — на территории парка находится небольшой аквапарк с бассейнами и водными горками для детей и взрослых.
Небольшой зоопарк — кроме развлекательных зон, в парке есть небольшой зоопарк, в котором представлены такие животные, как павлины, кролики, козы, гуси и петухи.